# Брежу-Санту (микрорегион)

Брежу-Санту на карте.

Брежу-Санту (порт. Microrregião de Brejo Santo) — микрорегион в Бразилии, входит в штат Сеара. Составная часть мезорегиона Юг штата Сеара. Население составляет 	99 891	 человек (на 2010 год). Площадь — 	1 951,715	 км². Плотность населения — 	51,18	 чел./км².

## Демография
Согласно сведениям, собранным в ходе переписи 2010 г. Национальным институтом географии и статистики (IBGE), население микрорегиона составляет:						
| Полное население                             | Полное население                             | Полное население                             | Полное население                             | 99 891 |
| -------------------------------------------- | -------------------------------------------- | -------------------------------------------- | -------------------------------------------- | ------ |
| в том числе:                                 | Городское население                          | 57 051                                       | Процент городского населения, %              | 57,11  |
|                                              | Сельское население                           | 42 840                                       | Процент сельского населения, %               | 42,89  |
|                                              | Мужское население                            | 48 928                                       | Процент мужского населения, %                | 48,98  |
|                                              | Женское население                            | 50 963                                       | Процент женского населения, %                | 51,02  |
| Плотность населения, чел/км²                 | Плотность населения, чел/км²                 | Плотность населения, чел/км²                 | Плотность населения, чел/км²                 | 51,18  |
| Население микрорегиона в % к населению штата | Население микрорегиона в % к населению штата | Население микрорегиона в % к населению штата | Население микрорегиона в % к населению штата | 1,18   |

## Статистика
- Валовой внутренний продукт на 2003 составляет 198 418 792,00 реалов (данные: Бразильский институт географии и статистики).
- Валовой внутренний продукт на душу населения на 2003 составляет 2113,98 реалов (данные: Бразильский институт географии и статистики).
- Индекс развития человеческого потенциала на 2000 составляет 0,658 (данные: Программа развития ООН).

## Состав микрорегиона
В составе микрорегиона включены следующие муниципалитеты:
1. Абаяра
2. Брежу-Санту
3. Жати
4. Милагрис
5. Пенафорти